# Heliopolis Open
Die Heliopolis Open waren ein Squashturnier für Herren und Damen in Kairo, Ägypten.
Das Herrenturnier wurde 1994 ins Leben gerufen. Es gehörte Jahr für Jahr zu einer nächsthöheren Kategorie, ehe es 1998 als Turnier der Kategorie 5 Star seinen höchsten Wertungsstatus innehatte. Von 2001 bis 2004 und nochmals 2008 und 2009 fand keine Austragung der Herrenkonkurrenz statt. Die Damenkonkurrenz wurde erstmals 1995 und ohne Unterbrechung bis 2003 ausgetragen. 2009 und 2010 erfolgten die bislang letzten Austragungen.
Bei den Herren gelang es Ahmed Barada und Wael El Hindi, mehr als einmal den Titel zu gewinnen. Bei den Damen ist Michelle Martin mit vier Titeln Rekordsiegerin.

## Sieger

### Herren
| Jahr                         | Sieger            | Finalgegner        | Ergebnis                     |
| ---------------------------- | ----------------- | ------------------ | ---------------------------- |
| 2010                         | Grégory Gaultier  | Omar Mosaad        | 8:11, 11:2, 11:6, 11:5       |
| 2009                         | Nicht ausgetragen | Nicht ausgetragen  | Nicht ausgetragen            |
| 2008                         | Nicht ausgetragen | Nicht ausgetragen  | Nicht ausgetragen            |
| 2007                         | Wael El Hindi     | Karim Darwish      | 5:11, 11:7, 7:11, 11:5, 11:8 |
| 2006                         | Wael El Hindi     | Laurens Jan Anjema | 13:11, 11:4, 11:9            |
| 2005                         | Amr Shabana       | Karim Darwish      | 12:10, 2:0 Aufgabe           |
| 2001−2004: Nicht ausgetragen |                   |                    |                              |
| 2000                         | Omar Elborolossy  | Stewart Boswell    | 15:11, 8:15, 15:5, 15:13     |
| 1999                         | Ahmed Barada      | Peter Nicol        | 15:6, 15:8, 15:5             |
| 1998                         | Peter Nicol       | Jonathon Power     | 15:12, 12:15, 15:5, 15:9     |
| 1997                         | Ahmed Barada      | Jansher Khan       | 12:15, 15:7, 15:12, 15:8     |
| 1996                         | Jansher Khan      | Del Harris         | 15:10, 15:11, 15:13          |
| 1995                         | Craig Rowland     | Paul Gregory       | 9:3, 5:9, 1:9, 9:4, 9:6      |
| 1994                         | Amir Wagih        | Omar Elborolossy   | 9:5, 4:9, 9:0, 9:1           |

### Damen
| Jahr                         | Siegerin          | Finalgegnerin     | Ergebnis                |
| ---------------------------- | ----------------- | ----------------- | ----------------------- |
| 2010                         | Nour El Sherbini  | Rachael Grinham   | 6:11, 9:11, 5:6 Aufgabe |
| 2009                         | Raneem El Weleily | Engy Kheirallah   | 7:11, 12:10, 11:6, 11:5 |
| 2004–2008: Nicht ausgetragen |                   |                   |                         |
| 2003                         | Carol Owens       | Rachael Grinham   | 9:5, 9:5, 9:4           |
| 2002                         | Carol Owens       | Natalie Grainger  | 9:2, 9:1, 4:9, 9:5      |
| 2001                         | Sarah Fitz-Gerald | Cassie Campion    | 9:3, 9:1, 9:1           |
| 2000                         | Leilani Joyce     | Carol Owens       | 9:6, 7:9, 9:3, 9:2      |
| 1999                         | Michelle Martin   | Leilani Joyce     | 9:7, 9:7, 9:1           |
| 1998                         | Michelle Martin   | Sarah Fitz-Gerald | 9:1, 7:9, 9:5, 9:3      |
| 1997                         | Michelle Martin   | Carol Owens       | 1:9, 9:0, 9:5, 3:9, 9:7 |
| 1996                         | Sue Wright        | Cassie Jackman    | 9:6, 4:9, 9:6, 10:9     |
| 1995                         | Michelle Martin   | Liz Irving        | 6:9, 9:5, 9:7, 9:1      |